# رصدخانه

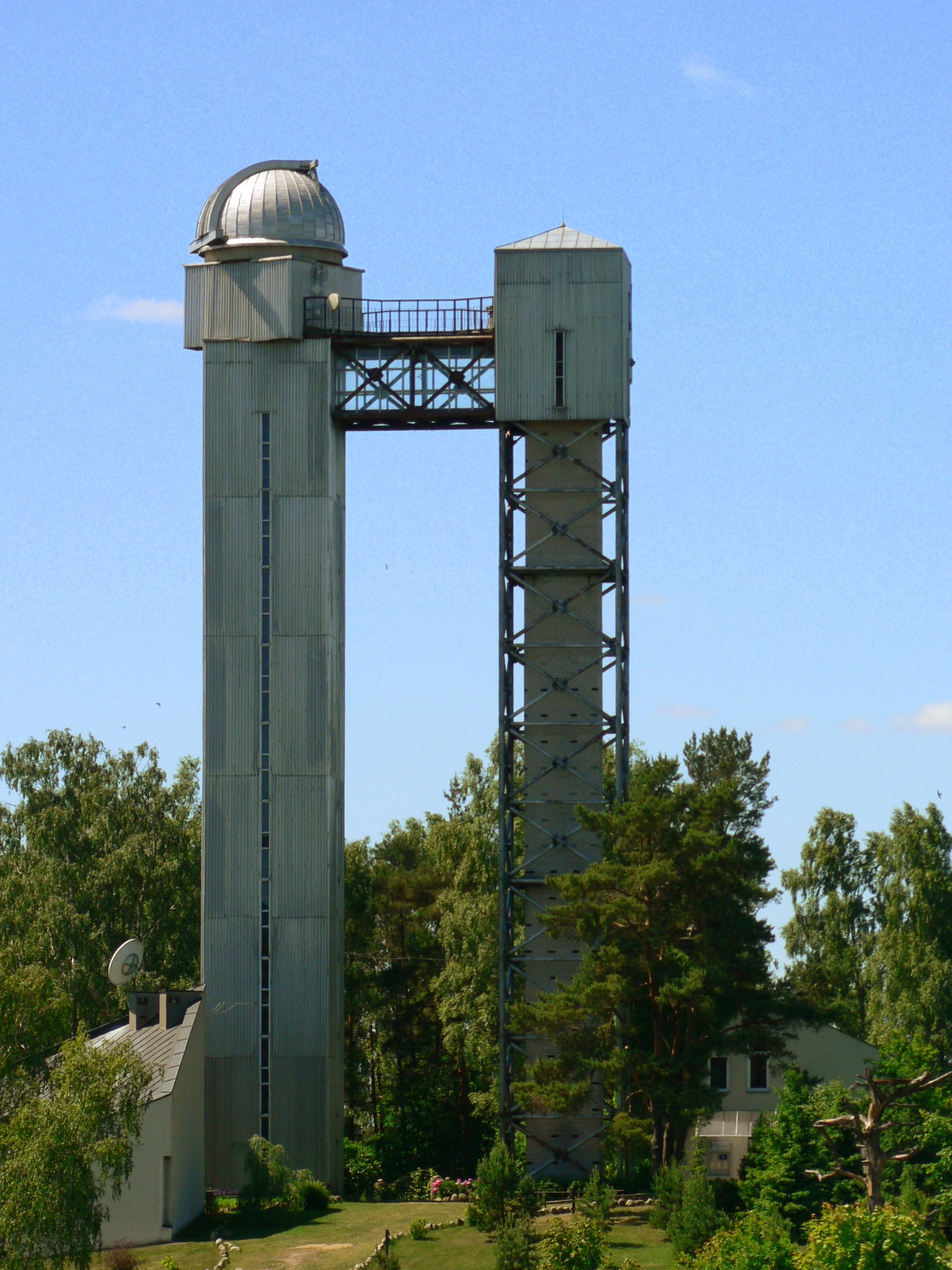
رصدخانهٔ مولتای در لیتوانی
رصدخانه مکدونالد دانشگاه تگزاس در آستین در کوه‌های غرب تگزاس.

رصدخانه جایی است که برای مشاهده و بررسی و اندازه‌گیری پدیده‌های آسمانی ساخته شده است. در گذشته، رصدخانه‌ها اساساً شامل سُدْس و برخی ابزارهای دیگرِ ستاره‌شناسی بود. رصدخانه‌های امروزی معمولاً تلسکوپ‌های بزرگ نوری یا رادیویی دارند که در اتاق‌های گردنده نصب شده‌اند. این رصد خانه‌ها قیمت ارزان و نوع گران و بزرگ دارند.

## تاریخچه تأسیس رصدخانه‌ها در ایران
نخستین رصدخانه در حدود سال ۲۱۲ هـ. ق (۸۲۸ م) در بغداد بنا شد و دو اخترشناس برجسته ایرانی به نام‌های فضل بن نوبخت اهوازی و محمد بن موسی خوارزمی بر آن ریاست داشتند؛ و بعضی‌ها اعتقاد دارند اولین رصدخانه را حاسب طبری آملی بنا کرده است. پس از این رصدخانه، رصدخانه‌های پرشماری در جای‌جای سرزمین‌های اسلامی ساخته شد که هریک با نام اخترشناسی برجسته، پیوسته است. رصدخانهٔ بتانی در رقّه و رصدخانهٔ عبدالرحمان صوفی در شیراز از جملهٔ آن‌هاست. البته، پس از سدهٔ چهارم، رصدخانه‌ها با نام امیران ارتباط پیدا کردند، مانند رصدخانهٔ علاءالدوله در همدان، که برای بوعلی‌سینا بنا کرد. کمتر از یک سده بعد نیز ملکشاه سلجوقی، رصدخانهٔ بزرگی را بنیان نهاد که بزرگانی مانند عمر خیام نیشابوری در آن‌جا فعالیت داشتند و گاهشماری جلالی، دقیق‌ترین تقویم جهان، را طرح‌ریزی کردند.
پیشرفت رصدخانه‌ها با بنیان‌گذاری رصدخانه مراغه به اوج خود رسید. بنای این رصدخانه در سال ۶۵۷ هجری(۱۲۶۱ میلادی) به سفارش خواجه نصیرالدین طوسی و به فرمان هولاکو، نوهٔ چنگیزخان مغول، آغاز شد. هولاکو برای نگهداری این سازمان پژوهشی موقوفه‌های ویژه‌ای در نظر گرفت. کتاب‌خانه‌ای شامل ۴۰۰ هزار جلد کتاب و ابزارهای اخترشناسی، از جمله ذات‌الربع دیواری به شعاع ۴۳۰ سانتی‌متر، کره‌های حلقه‌دار (ذات‌الحلق)، حلقهٔ انقلابی، حلقهٔ اعتدالی و حلقهٔ سموت، نیز فراهم شد. در همین‌جا بود که زیج ایلخانی به سال ۶۷۰ هجری(۱۲۷۶ میلادی) فراهم شد.
رصدخانهٔ مراغه فقط مخصوص رصد ستارگان نبود و یک سازمان علمی گسترده بود که بیش‌تر شاخه‌های دانش درس داده می‌شد و مشهورترین دانشمندان آن عصر، از جمله قطب‌الدین شیرازی، کاشف علت اصلی تشکیل رنگین کمان، در آن‌جا جمع شده بودند. به علاوه، چون در آن زمان ارتباط علمی چین و ایران به علت استیلای مغولان بر هر دو سرزمین برقرار شده بود، دانشمندان چینی، از جمله فردی به نام فائو مون‌جی، در این مرکز فعالت داشتند. همچنین، فیلسوف و فرهنگ‌نامه‌نویس مسیحی، ابن‌العبری، در رصدخانهٔ مراغه به درس دادن اصل‌ها اقلیدوس و المجسطی بطلمیوس مشغول بودند.
اوج شکوفایی رصدخانه‌ها را در سدهٔ نهم هجری می‌بینیم، یعنی زمانی که الغ‌بیگ نوهٔ تیمور لنگ، رصدخانهٔ خود را در سمرقند بنا نهاد؛ رصد خانه‌ای که آن را با رصدخانهٔ استانبول باید حلقهٔ انتقال این سازمان به غرب دانست. الغ بیگ، که خود اخترشناس شایسته‌ای بود، بهترین ریاضی‌دانان زمان را در رصدخانهٔ خود، که پیشرفته‌ترین ابزارهای پژوهشی آن زمان (از جمله قوسی از نصف‌النهار به ارتفاع ۵۰ متر) را داشت، گردهم آورد. مهم‌ترین آنان، غیاث‌الدین جمشید کاشانی بود.

## معماری رصد خانه الغ بیگ
این بنا به صورت مدور دو طبقه‌ای به قطر ۴۸ متری است که محورهای میانی آن دقیقاً با چهار جهت اصلی جغرافیایی روی نصف النهار سمرقند تطبیق می‌کند. تالارها ی کار در طبقه همکف و زاویه یاب فخری برای رصد خورشید و ماه روی محور شمال-جنوب قرار دارد. نیمی از ساختار کمانی زاویه یاب در حفره‌ای در زیر زمین و نیم دیگر روی زمین و رو به جنوب قرار داشته. صفحه خورشیدی (اعتدال) روی محور شرقی غربی ساخته شده بود که زاویه یاب حکم عقربه آن را داشته. در هر دو طبقه اسطرلاب‌های عظیمی وجود داشته که برای رصد ستارگان و سیارات استفاده می‌شده و به این منظور درجه‌بندی‌های ۳ درجه به ۳ درجه روی شعاع‌ها و محیط دایره کف که ابزارها و نشانه‌ها روی آن قرار می‌گرفته وجود داشته است. این درجه‌بندی روی دیوار داخلی استوانه‌ای که از توالی دو طبقه پنجره‌های طاق دار تشکیل شده بوده نیز وجود دارد.
تمامی مجموعه از آجر پخته ساخته شده بوده و با نقش‌های هندسی از آجر و لعاب و معرق‌های کاشی تزیین شده بوده است. به گفته عبدالرزاق سمرقندی احتمالاً باید سطح دیوارهای زاویه یاب و صفحه خورشیدی با طرح‌هایی از نه آسمان هفت سیاره و تعیین درجه دقیقه ثانیه و دهم ثانیه ستارگان ثابت و کرهٔ خاکی با هفت اقلیم کوهستان‌ها و دریاها و صحراهایش پوشیده شده بوده است.

## رصدخانه‌های تاریخی
- رصدخانه الغ بیگ در سمرقند
- رصدخانه ملکشاه سلجوقی در نیشابور
- رصدخانه هلاکوخان مراغه
- رصدخانه شنب غازان تبریز
- رصدخانه شهر گور
- رصدخانه نیمروز
- سدس فخری
- رصدخانه مأمون در بغداد
- رصدخانه عضدالدوله در بغداد
- رصدخانه مأمون در دمشق
- رصدخانه العزیز فاطمی در قاهره
- رصدخانه الحاکم فاطمی در قاهره
- رصدخانه جادرل بنک
- رصدخانه علاءالدوله در همدان

## رصدخانه‌های ایران
- نقشۀ رصدخانه‌های ایران
- رصدخانه ملی ایران
- رصدخانه ستاره کویر (اولین رصدخانه رادیویی ایران)
- رصدخانه خواجه نصیرالدین طوسی (بزرگ‌ترین رصدخانه فعال ایران)
- رصدخانه دانشگاه تبریز- پژوهشکده ستاره‌شناسی
- رصدخانه کوثر.۱ اصفهان بایگانی‌شده  در ۷ سپتامبر ۲۰۰۸ توسط Wayback Machine
- رصدخانه دانشگاه کاشان
- رصدخانه دانشگاه اصفهان
- رصدخانه ابوریحان بیرونی دانشگاه شیراز
- رصدخانه دانشگاه فردوسی مشهد
- رصدخانه زعفرانیه تهران
- رصدخانه آستان حضرت عبدالعظیم
- رصدخانهٔ البرز، رصدخانهٔ تابش پرانرژی کیهانی دانشگاه صنعتی شریف
- رصدخانه ابن صلاح همدانی
- رصدخانه دانشگاه زنجان
- رصدخانه مرکز تحصیلات تکمیلی زنجان
- رصدخانه رادیویی مرکز تحصیلات تکمیلی زنجان
- رصدخانه دانشگاه آزاد محلات
- رصدخانه مؤسسه آموزش عالی خیام مشهد
- رصدخانه مهر بوشهر[۲]
- رصد خانه کوشیار گیلانی رشت[۳]
- رصدخانه کاسین لرستان
- رصدخانه مراغه
- رصدخانه غدیر اهواز